# Airapus henriettae
Airapus henriettae är en skalbaggsart som beskrevs av Zdzisława Stebnicka och Henry Fuller Howden 1996. Airapus henriettae ingår i släktet Airapus och familjen Aphodiidae. Inga underarter finns listade i Catalogue of Life.